# 랄어
랄어(Laal)는 차드 무아얭샤리주에서 샤리강을 사이에 둔 3개 마을 Gori, Damtar, Mailao에서 사용되는 소멸위기의 고립된 언어이다. 중앙아프리카 지역의 선주민의 어족이 고립되어 살아남은 사례로 보인다. 언어학자들이 전사할 때 외에는 글로 쓰이지 않는다. 국제 SIL 차드 지부 전 회원 David Faris의 보고에 의하면 25세 이하의 화자들이 이 지역의 다수 언어인 바기르미어로 옮겨가며 언어가 소멸 위기에 놓여있다고 한다.
Pascal Boyeldieu의 현장조사에 의해 1977년 학계에 알려지게 되었다. 그의 현장조사는 거의 전적으로 Damtar의 Djouam Kadi라는 단일 구사자에 의존하였다.